# Пояна (Флеминзь, Ботошань)
Пояна (рум. Poiana) — село у повіті Ботошані в Румунії. Адміністративно підпорядковане місту Флеминзь.
Село розташоване на відстані 352 км на північ від Бухареста, 25 км на південний схід від Ботошань, 71 км на північний захід від Ясс.

## Населення
За даними перепису населення 2002 року у селі проживали 1920 осіб. Усі жителі села рідною мовою назвали румунську.
Національний склад населення села:
| Національність | Кількість осіб | Відсоток |
| -------------- | -------------- | -------- |
| румуни         | 1908           | 99,4%    |
| цигани         | 12             | 0,6%     |